# Derek Flint schickt seine Leiche
Derek Flint schickt seine Leiche (Originaltitel: Our Man Flint) ist eine US-amerikanische Agentenkomödie aus dem Jahr 1966. Regie führte Daniel Mann. Der Film bekam 1967 mit Derek Flint – hart wie Feuerstein eine Fortsetzung.
Die Uraufführung des Films war in den USA war am 16. Januar 1966, in Deutschland lief er am 17. März 1966 an.

## Handlung
Drei Wissenschaftler der Verbrecherorganisation Galaxy haben eine Klimakontrollmaschine entwickelt, mit der sie verschiedene Naturkatastrophen auslösen können. Ihr Ziel ist es, die Welt von Waffen und Atomenergie zu befreien, andernfalls würde eine Katastrophe ausgelöst. Um diese Bedrohung der Welt abzuwenden, muss die Internationale Organisation ZOWIE den Top-Agenten und Frauenschwarm Derek Flint engagieren. Dieser kann den Unterschlupf der Organisation ermitteln, eine Vulkaninsel im Meer. Trickreich verschafft er sich Zugang dorthin und kann die Apparaturen sabotieren. Er flüchtet danach per Kopfsprung ins Meer. Schließlich wird er mitsamt seinen Gespielinnen von einem US-Militärboot aufgesammelt, bevor die Insel vollständig in Flammen aufgeht.

## Kritiken
„Eine genüßlich-phantastische Bond-Persiflage.“

„(...); CIA-Coburn, in einer 007-Variante, noch rücksichtsloser und zynischer als der Secret-Service-Agent und noch männlicher bei Frauen. Ein Superwaffen-Superman-Knaller der unterhaltsamen Art." (Wertung: 2½ von 4 möglichen Sternen – überdurchschnittlich)“

„Insgesamt mißglückter Versuch einer Parodie auf die Geheimdienstfilmwelle. Nicht zu empfehlen.“